# Thành phố Stonnington
Thành phố Stonnington (tiếng Anh: City of Stonnington) là một khu vực chính quyền địa phương tọa lạc tại vùng đô thị Melbourne, tiểu bang Victoria, nước Úc. Thành phố này nằm trong vùng cận nội thành, cách trung tâm Melbourne khoảng 3 đến 13 km về phía đông nam. Thành phố quản lý một khu vực có diện tích 25,6 km2 gồm nhiều vùng ngoại thành đắt giá như South Yarra, Prahran, Windsor, Toorak, Armadale, Kooyong, Glen Iris, Malvern và Malvern East.
Stonnington có tiền thân là hai thành phố nhỏ hơn - Prahran và Malvern được lập ra từ giữa thế kỷ 19 sau khi người da trắng đến định cư tại Melbourne.
Vào cuối thế kỷ 19, lượng người nhập cư đổ về Melbourne tăng lên nhanh chóng, khiến cho dân số vùng cận nội thành phía đông nam tăng lên nhanh chóng. Số liệu điều tra nằm 1891 cho thấy dân số Prahran đạt 40.000 người, còn Malvern đạt 11.000. Đến năm 1992, chính phủ của thủ tướng Jeffrey Kennett chủ trương sáp nhập nhiều khu vực chính quyền địa phương trên toàn quốc, đặc biệt tại tiểu bang Victoria. Theo đó, hai thành phố Malvern và Prahran sáp nhập thành một chính quyền địa phương mới, lấy tên Thành phố Stonnington. Khác với nhiều thành phố cấp địa phương lân cận, hội đồng thành phố Stonnington mới thành lập quyết định đổi tên Tòa thị chính Malvern cũ thành Trung tâm Thành phố Stonnington, để làm trụ sở của Hội đồng. Đến năm 2015, chính quyền thành phố khai trương Trung tâm Thành phố mới ở đối diện tòa nhà trên, và trả lại tên cho Tòa thị chính Malvern cũ.
Tên gọi của thành phố có nguồn gốc từ Biệt thự Stonnington, một tòa nhà nổi tiếng trong vùng tọa lạc trên đường Glenferrie Road, Malvern ngày nay. Tòa nhà này do kiến trúc sư Charles D'Ebro thiết kế và được xây dựng năm 1890 cho gia đình ông John Wagner, người đồng sáng lập ra hãng vận tải Cobb and Co. Chủ nhà (Wagner) quyết định đặt tên tòa nhà theo  quê hương của vợ mình - thành phố Stonington, bang Connecticut, Hoa Kỳ.
Cũng như nhiều khu vực thuộc nội thành Melbourne, thành phố Stonnington có thành phần dân cư khá đa dạng. Trên tổng số dân 93.145 trong vùng, có 27% được sinh ra ở nước ngoài. Tỷ lệ số người trẻ (từ 18 đến 34 tuổi) cao hơn trung bình trên toàn thành phố. Bên cạnh đó, lượng người đi phương tiện công cộng khá đông đảo, do trong vùng có mạng lưới xe điện, xe buýt và tram vô cùng thuận tiện.

## Lịch sử

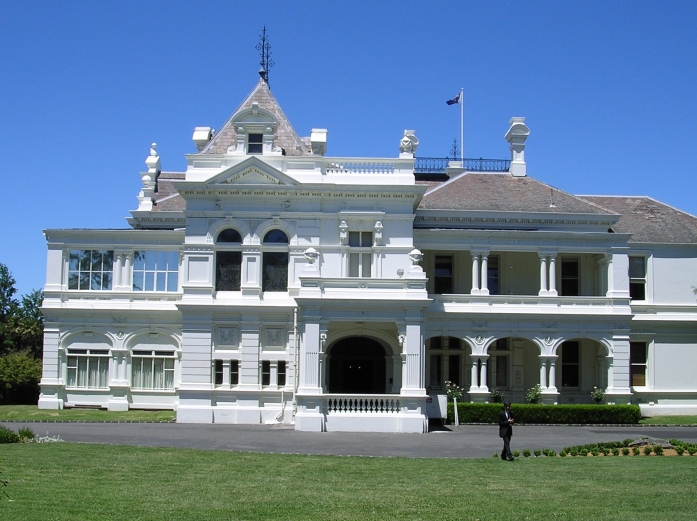
Biệt thự Stonington

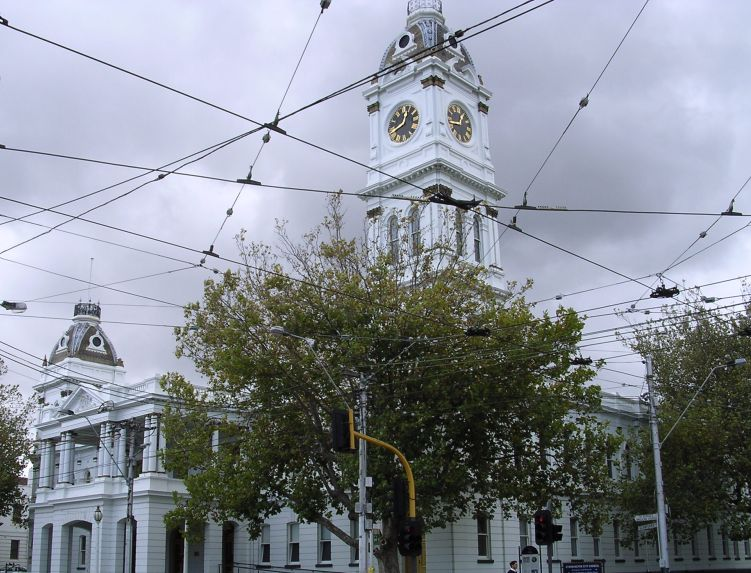
Tòa thị chính Malvern

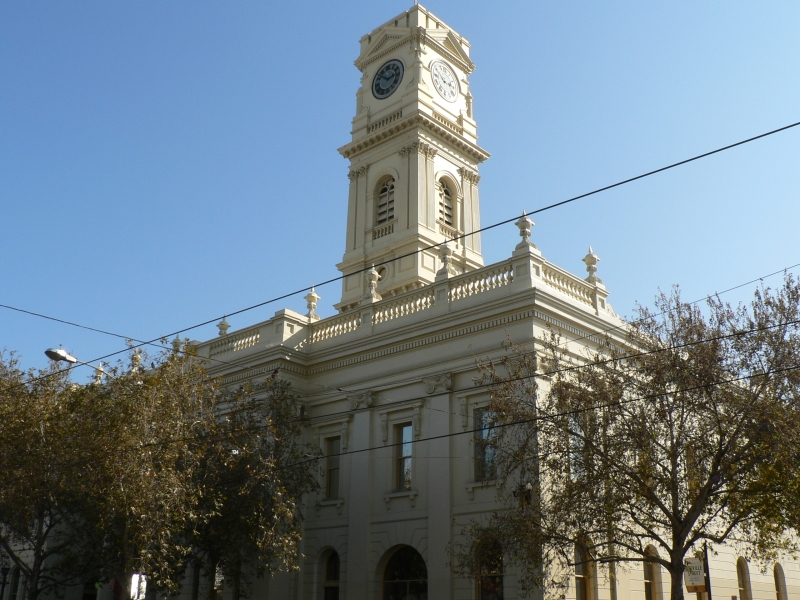
Tòa thị chính Prahran cũ, nay là thư viện Prahran và văn phòng hội đồng

Trường khi người châu Âu đến định cư tại Úc, vùng đất của Stonnington ngày nay của người Wurundjeri, một bộ lạc thổ dân Úc bản địa sinh sống trong vùng.
Người châu Âu đến định cư tại quận Port Phillip, phía nam thuộc địa New South Wales (tức Melbourne ngày nay), vào năm 1835. Trong những đoàn người di dân đầu tiên có rất nhiều nhà chăn nuôi gia súc, nhưng đáng chú ý nhất là John Gardiner, Joseph Hawdon và John Hepburn. Cả ba ông cùng gia quyến của mình đã đưa đàn gia súc từ vùng đồi Yass (ở phía nam New South Wales ngày nay) đến Melbourne và dựng nhà, lập trang trại tại vùng Malvern.
Sau khi tiếp quản vùng đất này, đầu năm 1840, chính quyền thuộc địa bắt đầu phân lô và bán đấu giá những thửa đất ở bờ nam sông Yarra và rạch Gardiners, ở ngoại thành phía đông thị trấn Melbourne mới vừa thành lập. Với lợi thế đất cao, lại gần nguồn nước, vùng đất nằm giữa đường Toorak Road và sông Yarra trở nên có giá, và do đó, được giới thượng lưu đương thời chọn làm đất ở. Trong khi đó, nhiều khu vực phía nam con đường này vẫn còn ngập trong đầm lầy và đất thấp và được chia thành nhiều lô nhỏ hơn làm nhà ở cho giới công nhân, thợ thuyền và phu đào vàng mới đến sau này. Sự khác biệt giữa hai khu vực này vẫn còn hiện rõ về nhiều mặt, đặc biệt là kiến trúc và cơ cấu nhà ở tại vùng Toorak và South Yarra ngày nay.
Đầu thập niên 1850, nhiều thợ mỏ từ các vùng đào vàng trở lại định cư ở Prahran, khiến cho nhu cầu nhà ở trong vùng ngày càng nhiều. Năm 1855, số dân Prahran đạt 8.000 người, do đó đủ điều kiện để trở thành đô thị tự quản và bầu cử ra hội đồng dân cư thị trấn. Trong khi đó, chính quyền thuộc địa Victoria mới thành lập cũng bắt đầu rao bán khu đất được bao bọc bởi các tuyến Kooyong Road, Wattletree Road và Rạch Gardiners từ năm 1854 trước đó, nhờ vậy thu hút dân về một xóm mới dọc theo đường Malvern Road và Glenferrie Road. Khu vực này lúc bấy giờ được gọi là Gardiner, được lập thành một road district (đơn vị hành chính trực thuộc thuộc địa, tương đương quận ngày nay) năm 1856 và được nâng cấp thành khu tự quản năm 1871, trước khi đổi tên thành Malvern năm 1878.
Trong hai thập niên cuối thế kỷ 19, Prahran phát triển nhanh chóng thành một trung tâm giao thương kinh tế lớn. Cùng với dòng người nhập cư đông đảo, dân số trong vùng đã đạt tới 40.000 người vào năm 1891. Malvern, trong khi đó, đến năm 1900 mới phất lên, và dân số đạt gần 33.000 người vào năm 1921.

## Địa lý
Khu vực phía Tây của thành phố, gồm các vùng South Yarra, Prahran và Windsor. trước đây là vùng sông nước, đầy ao trũng, sình lầy do phù sa bồi lắng từ sông Yarra. Trong khu vực này có nhiều sông, suối chảy từ Vùng đồi Malvern ở phía đông đổ về các hồ lớn nhỏ. Hồ Albert Park ngày nay là dấu tích duy nhất còn sót lại của vùng đầm lầy này.
Thành phố Stonnington giáp với Sông Yarra và Suối Gardiners ở phía bắc, đường Warrigal Road ở phía đông, đường Dandenong và Queens Way ở phía nam và đường Punt Road ở phía tây. Thành phố sở hữu nhiều cây xanh bậc nhất Melbourne, với hơn 120 công viên và khuôn viên cây xanh lớn nhỏ cùng nhiều con phố rợp bóng cây trải dài trong các khu phố trực thuộc. Dọc theo bờ sông và suối Gardiners còn có dải cây cỏ tự nhiên được bảo tồn nghiêm ngặt, cùng các khuôn viên công cộng cho người dân địa phương.
Các khu vực mua sắm lớn trong thành phố bao gồm: tuyến phố thương mại Chapel Street, đường Glenferrie Road, đường High Street, Malvern Road và Toorak Road, cùng Trung tâm thương mại Chadstone. Trong vùng còn có một sân golf (Malvern Valley), một câu lạc bộ quần vợt (Kooyong Lawn) và Trung tâm bơi lội (Harold Holt)/

## Nhân khẩu
Số liệu thống kê từ Cuộc điều tra dân số năm 2011 cho thấy:
- Dân số – Stonnington có 93.145 người sinh sống, trong đó nữ giới chiếm 52%. Số nhà ở trong vùng là 39.105.[1]
- Tuổi –  Cơ cấu tuổi khác với bình quân toàn vùng Melbourne, với số người từ 25–34 chiếm khá đông (đạt 21.9%), còn số trẻ em dưới 15 tuổi lại nhỏ hơn (đạt 13.1%).[1]
- Nơi sinh – 29% số cư dân sinh ra ở nước ngoài. Trong đó, năm quốc gia có số người sinh ra nhiều nhất là Anh, Ấn Độ, Trung Quốc, New Zealand và Hy Lạp.[1]
- Ngôn ngữ – 27,6% số hộ gia đình nói nhiều hơn một thứ tiếng (ngoài tiếng Ạnh). Các thứ tiếng được nói nhiều nhất theo thứ tự là: tiếng Hy Lạp, tiếng Trung Quốc, tiếng Quảng Đông, tiếng Ý và tiếng Hindi.[1]
- Tôn giáo – 20,8% số cư dân trong vùng theo Thiên chúa giáo, 27,2% không theo tôn giáo nào, 14,9% theo đạo Anh giáo và 5,7% theo Chính thống giáo.[1]
- Thu nhập – Thu nhập trung bình của một hộ gia đình đạt $1.722/tuần, cao hơn mức trung bình của toàn vùng đô thị Melbourne là $1.333/hộ/tuần.[1]
- Nghề nghiệp – 57,4% số cư dân làm chuyên viên văn phòng hoặc quản lý, cao hơn mức trung bình toàn vùng đô thị là 36,6%.[1]
- Việc làm – Tỷ lệ thất nghiệp toàn thành phố ở mức 4,4%, thấp hơn mức 5,5% của toàn vùng đô thị Melbourne.[1]
- Nhà ở – Stonnington có tỷ lệ nhà chung cư thấp tầng và cao tầng chiếm số lượng lớn (64% tổng số nhà ở) so với tỷ lệ 28% của toàn vùng đô thị.[1]
- Trả góp mua nhà – Số tiền trung bình mỗi hộ gia đình chi trả hàng tuần cho căn nhà là $2.447, cao hơn so với số tiền trung bình trên toàn vùng đô thị ($1.800).[1]
- Thuê nhà  - 43,4% số nhà ở là nhà cho thuê, so với con số 27% trên toàn vùng đô thị.[1]

## Hội đồng thành phố

### Thành phần
Thành phố Stonnington được chia thành ba phường hành chính gồm các phường Đông, Bắc và Nam. Mỗi phường có ba ủy viên hội đồng được lựa chọn theo phương thức đại diện tỷ lệ tại các cuộc bầu cử hội đồng địa phương diễn ra định kỳ 4 năm một lần. Mỗi công dân từ đủ tuổi đến 69 tuổi bị bắt buộc đi bầu. Cuộc bầu cử hội đồng gần nhất diễn ra vào tháng 10 năm 2012, và cuộc bầu cử tiếp theo sẽ diễn ra ngày 22 tháng 10 năm 2016.
Danh sách ủy viên hội đồng hiện tại gồm:
| Phường      | Đảng | Đảng              | Nghị viên           | Ghi chú    |
| ----------- | ---- | ----------------- | ------------------- | ---------- |
| Đông (East) |      | Xanh              | Erin Davie          |            |
| Đông (East) |      | Nghị viên độc lập | John McMorrow       |            |
| Đông (East) |      | Nghị viên độc lập | Jim Athanasopoulos  |            |
| Bắc (North) |      | Nghị viên độc lập | John Chandler       |            |
| Bắc (North) |      | Lao động          | Jami Klisaris       |            |
| Bắc (North) |      | Tự do             | Matthew Koce        |            |
| Nam (South) |      | Nghị viên độc lập | Melina Sehr         |            |
| Nam (South) |      | Nghị viên độc lập | Claude Ullin        | Thị trưởng |
| Nam (South) |      | Nghị viên độc lập | Tini Athanasopoulos |            |

## Giáo dục
Là một vùng định cư lâu đời, Stonnington có hệ thống trường phổ thông hoàn chỉnh, với nhiều trường chuẩn và uy tín của vùng đông nam thành phố.
- De La Salle College, Malvern
- St Kevin's College, Toorak
- The King David School, Armadale
- Korowa Anglican Girls' School, Glen Iris
- Lauriston Girls' School, Armadale
- Loreto Mandeville Hall, Toorak
- Presentation College, Windsor
- Sacré Cœur School, Glen Iris
- St Catherine's School, Toorak
- Melbourne High School, South Yarra

Đại học Deakin từng có cơ sở giảng dạy ở đường Glenferrie Road, vùng Malvern nhưng đã đóng cửa cơ sở này năm 2006. Trường Đại học Kỹ thuật Swinburne cũng có cơ sở Prahran trên đường High Street, nhưng năm 2013 trường đã chuyển giao cho Học viện NMIT.

## Giao thông công cộng
Stonnington có mạng lưới giao thông công cộng hoàn chỉnh và thuận lợi nhất nhì thành phố. Tại đây có ba tuyến tàu đường sắt đô thị trọng điểm và tám tuyến xe điện mặt đất hoạt động xuyên suốt thành phố, cùng với hàng chục tuyến xe buýt lớn nhỏ.

### Đường sắt đô thị
Các tuyến tàu điện Cranbourne, Pakenham và Frankston đều chạy xuyên qua địa bàn của thành phố Stonnington và đón trả khách tại năm nhà ga South Yarra, Hawksburn, Toorak, Armadale và Malvern. Tuyến tàu điện Sandringham bẻ nhánh từ ga South Yarra và chạy dọc theo bờ biển, nối các ga Prahran và Windsor. Ngoài ra còn có tuyến Glen Waverley chạy dọc theo ranh giới phía bắc thành phố gồm 8 ga trong phạm vi của thành phố.

### Xe điện mặt đất
Tất cả các tuyến đường trục đông tây của thành phố đều có tuyến xe điện chạy qua.
- Tuyến số 3: Đại học Melbourne - East Malvern qua các đường Balaclava Road và Waverly Road.
- Tuyến số 5: Đại học Melbourne - Malvern qua các đường Dandenong và Wattletree Road.
- Tuyến số 6: Đại học Melbourne - Glen Iris qua phố High Street.
- Tuyến số 16: Đại học Melbourne - Kew qua phố Glenferrie Road.
- Tuyến số 72: Đại học Melbourne - Camberwell qua các đường Commercial Road, Malvern Road và Burke Road.
- Tuyến số 78: North Richmond - Balaclava theo phố Chapel Street.

### Xe buýt
Trên địa bàn thành phố có 20 tuyến xe buýt hoạt động.